# Liste der Baudenkmäler in Bellenberg
Auf dieser Seite sind die Baudenkmäler in der schwäbischen Gemeinde Bellenberg zusammengestellt. Diese Tabelle ist eine Teilliste der Liste der Baudenkmäler in Bayern. Grundlage ist die Bayerische Denkmalliste, die auf Basis des Bayerischen Denkmalschutzgesetzes vom 1. Oktober 1973 erstmals erstellt wurde und seither durch das Bayerische Landesamt für Denkmalpflege geführt wird. Die folgenden Angaben ersetzen nicht die rechtsverbindliche Auskunft der Denkmalschutzbehörde.
 Diese Liste gibt den Fortschreibungsstand vom 12. April 2018 wieder und enthält drei Baudenkmäler.

## Baudenkmäler
| Lage                        | Objekt                                                   | Beschreibung | Akten-Nr.             | Bild                |
| --------------------------- | -------------------------------------------------------- | --- | --------------------- | ------------------- |
| Am Kirchberg 3 (Standort)   | Katholische Kirche St. Peter und Paul (Alte Pfarrkirche) | Saalbau mit eingezogenem Polygonalchor und Turm im Norden im Kern zweite Hälfte 15. Jahrhundert, um 1710/19 barockisiert, 1854 Langhaus nach Westen verlängert; mit Ausstattung. | D-7-75-115-1 Wikidata | weitere Bilder      |
| Am Kirchberg 3 a (Standort) | Katholische Mariahilfkapelle                             | Einschiffig mit dreiseitigem Schluss und Giebelreiter, 1862; mit Ausstattung. | D-7-75-115-5 Wikidata | weitere Bilder      |
| Bahnhofstraße 15 (Standort) | Katholische Kapelle                                      | Einschiffig mit dreiseitigem Schluss, um 1860; mit Ausstattung. | D-7-75-115-4 Wikidata | Katholische Kapelle |